# Alessandro Fattori
Alessandro Fattori (Parma, 21 giugno 1973) è un ex sciatore alpino italiano.

## Biografia
Originario di Musiara Superiore, frazione di Tizzano Val Parma, Fattori esordì in campo internazionale ai Mondiali juniores di Maribor 1992 e in Coppa del Mondo ottenne il primo piazzamento di rilievo il 10 gennaio 1993, nella discesa libera di Garmisch-Partenkirchen (55º). Debuttò ai Giochi olimpici invernali a Lillehammer 1994 (non concluse né il supergigante né la combinata) e ai Campionati mondiali a Sierra Nevada 1996 (8º nel supergigante, non concluse lo slalom gigante). Ai successivi XVIII Giochi olimpici invernali di Nagano 1998 ottenne i suoi migliori piazzamenti olimpici in carriera, chiudendo 4º nel supergigante e 6º nella combinata.
Ai Mondiali di Vail/Beaver Creek 1999 fu 19º nel supergigante e 7º nella combinata. Conquistò il primo podio - e la prima vittoria - in Coppa del Mondo il 16 dicembre 2000 nella discesa libera di Val-d'Isère; nella stessa stagione prese parte anche ai Mondiali di Sankt Anton am Arlberg, classificandosi 9º nella discesa libera, 8º nel supergigante e 5º nella combinata. L'anno dopo ai XIX Giochi olimpici invernali di Salt Lake City 2002, sua ultima presenza olimpica, si piazzò 19º nella discesa libera e 13º nella combinata, mentre non terminò il supergigante. Al termine di quella stagione 2001-2002 ottenne il 4º posto nella classifica finale della Coppa del Mondo di supergigante.
Il 3 marzo 2003 conquistò la sua seconda e ultima vittoria in Coppa del Mondo, nel supergigante di Lillehammer Kvitfjell, e il 31 gennaio 2004 l'ultimo podio, con il 3º posto nella discesa libera di Garmisch-Partenkirchen. Disputò ancora i Mondiali di Bormio/Santa Caterina Valfurva 2005 (27º nella discesa libera, non concluse il supergigante) e abbandonò l'attività agonistica al termine della stagione 2006-2007; la sua ultima gara in Coppa del Mondo fu il supergigante di Coppa del Mondo disputato a Lillehammer Kvitfjell l'11 marzo (48º) e la sua ultima gara in carriera fu la discesa libera dei Campionati italiani 2007, disputata il 23 marzo a Santa Caterina Valfurva e chiusa da Fattori al 28º posto.

## Bilancio della carriera
Specialista delle prove veloci, contribuì a far emergere lo sci alpino italiano (tradizionalmente più competitivo nelle specialità tecniche) anche nelle gare di discesa libera e supergigante. La squadra italiana di velocità, soprannominata "Italjet", di cui egli fece parte, riuscì negli anni 1990 a esprimersi agli alti livelli delle ben più quotate selezioni austriaca e svizzera.

## Palmarès

### Coppa del Mondo
- Miglior piazzamento in classifica generale: 21º nel 1996
- 5 podi:
  - 2 vittorie
  - 1 secondo posto
  - 2 terzi posti

#### Coppa del Mondo - vittorie
| Data             | Località              | Paese    | Specialità |
| ---------------- | --------------------- | -------- | ---------- |
| 16 dicembre 2000 | Val-d'Isère           | Francia  | DH         |
| 3 marzo 2002     | Lillehammer Kvitfjell | Norvegia | SG         |

Legenda:

DH = discesa libera

SG = supergigante

### Coppa Europa
- Miglior piazzamento in classifica generale: 4º nel 1993 e nel 1994
- Vincitore della classifica di supergigante nel 1994

### South American Cup
- Miglior piazzamento in classifica generale: 20º nel 2001
- 1 podio:
  - 1 secondo posto

### Campionati italiani
- 3 medaglie[3]:
  - 1 argento (combinata nel 1993)
  - 2 bronzi (combinata nel 1992; supergigante nel 1996)